# Papež Hilarij
Hilarij (ime Hilarijizhaja iz grščine prek latinščine) je bil rimski škof (papež) Rimskokatoliške cerkve, * okrog 415 (Sardinija, Italija, Rimsko cesarstvo); papež izvoljen 17. november 461, posvečen 19. november 461; † 29. februar 468 Rim (Italija, Rimsko cesarstvo). 

## Življenjepis
Hilarij je bil rojen v Cagliariju na Sardiniji. V času Leona Velikega je bil rimski arhidiakon in leta 449 papeški odposlanec na roparski sinodi v Efezu, kjer je odločno zagovarjal carigrajskega patriarha Flavijana in s tem prišel v smrtno nevarnost; pravočasno je od tam pobegnil v Rim, kamor je prinesel novice o razbojništvu. 
Kot papež je šel po stopinjah tvojega predhodnika: pogumno in premišljeno je branil prvenstvo rimske Cerkve. Liber pontificalis pravi o njem: »Okrepil je moč in prvenstvo apostolskega sedeža.« 
V Rim je prišel neki Filotej (Philotheus), ki se je zanašal na podporo cesarja Antemija (Anthemius) in je začel širiti nauk heretika Makedonija. Hilarij se mu je odločno postavil po robu; ko je pa prišel v Rim cesar, je dosegel pod prisego ne le, da ne bo soglašal s herezijo, ampak da bo tudi preprečil njeno širjenje. 
Z najvišjo avtoriteto je uredil nekaj spornih vprašanj med metropoliti v Galiji in Španiji (Tarragona); 3. decembra 462 je s posebnim pismom naročil škofom južne Galije, naj se redno vsako leto sestajajo na pokrajinske sinode ter jim ukazal, da morajo stalno bivati v svojih škofijah. Sinoda, ki je leta 456 v Rimu pod njegovim vodstvom razpravljala o vrsti vprašanj cerkvene discipline, je škofom prepovedala, da bi sami določali svoje naslednike, ker so volitve pravica duhovščine in ljudstva. Rim je v njegovem času užival mir. 

### Dela
- Liber pontificalis piše o njem, da si je po vandalskem ropanju 455 veliko prizadeval, da bi mesto spet obnovili: sam je omogočil prenovo več cerkva in samostanov, ki jih je bogato obdaril. Obnovil je cerkev svete Anastazije in samostan in romarsko hišo poleg cerkve svetega Lovrenca.
- Hilarij je poleg krstilnice v Lateranski baziliki zgradil tri kapele: v čast sv. Križu, sv. Janezu Krstniku in svetemu Janezu Evangelistu.[3]
- Ustanovil je Papeško, sedanjo Vatikansko knjižnico.[4][5][6]

## Smrt in češčenje
Umrl je 29. februarja 468. 
Pokopali so ga v baziliki sv. Lovrenca v Rimu.
Upodabljajo ga s knjigo in škofovsko palico ter s papeško tiaro ali škofovsko kapo. 

### Ocena
Hilarij je bil odličen pravnik in je povsod zahteval upoštevanje in izvajanje cerkvenih kanonov. Deloval je popolnoma v duhu svojega predhodnika Leona Velikega.